# Scylaceus pallidus
Espèce
Synonymes
- Tmeticus pallidus Emerton, 1882
- Erigone rostratula Keyserling, 1886
- Erigone minutissima Keyserling, 1886
- Erigone pallescens Marx, 1890

Scylaceus pallidus est une espèce d'araignées aranéomorphes de la famille des Linyphiidae.

## Distribution
Cette espèce se rencontre aux États-Unis au Vermont, au Connecticut, dans l'État de New York, au Maryland, en Caroline du Nord, en Illinois, au Wisconsin, au Minnesota, en Iowa, au Missouri, au Kansas et au Nebraska, et au Canada en Ontario et au Québec,.

## Publication originale
- Emerton, 1882 : New England spiders of the family Theridiidae. Transactions of the Connecticut Academy of Arts and Sciences, vol. 6, p. 1-86 (texte intégral).